# 1996–1997-es angol labdarúgó-bajnokság (első osztály)
Az angol labdarúgó-bajnokság első osztályának 1996–1997-es kiírása volt a Premier League ötödik szezonja. A Manchester United, a Newcastle United, a Liverpool és az Arsenal küzdött bajnoki címért, melyet végül a manchesteriek hódítottak el. A Newcastle második, az Arsenal harmadik, a Liverpool negyedik lett.

## Feljutó csapatok
A Sunderland és a Derby County automatikusan feljutott, míg a Leicester City rájátszásban vívta ki az élvonalbeli részvételt.

## Kieső csapatok
Bár a Middlesbrough milliókat költött az olyan játékosokra, mint Emerson Moisés Costa, Fabrizio Ravanelli, Branco és Gianluca Festa, mégis a kiesés sorsára jutott, ráadásul az FA Kupa és a Ligakupa döntőjét is elvesztette a csapat. Elkerülhették volna a kiesést, ha nem vonnak le tőlük három pontot egy kihagyott meccs miatt. A Boro vezetősége 1996 decemberében nem volt hajlandó pályára küldeni a csapatot a Blackburn Rovers ellen, mert 23 játékosuk volt sérült vagy beteg. A pontlevonásnak köszönhetően a Coventry City bennmaradt. A piros mezesek mellett a Nottingham Forest és a Sunderland esett ki.

## Egyéni díjak
- Az év labdarúgója: Alan Shearer
- Az év fiatal labdarúgója: David Beckham
- Az év labdarúgója a szakírók véleménye alapján: Gianfranco Zola
- Az év vezetőedzője: Alex Ferguson

## Változások a menedzserek között
- Arsenal: Bruce Rioch távozása után ideiglenesen Stewart Houston és Pat Rice is irányította a csapatot, majd 1996 szeptemberében Arsène Wenger ült le a kispadra.
- Blackburn Rovers: Októberben Ray Harford lemondott, a szezon végéig Tony Parkes vette át a munkáját, majd Roy Hodgson érkezett a klubhoz.
- Chelsea: Az angol válogatotthoz távozó Glenn Hoddle helyére Ruud Gullit érkezett.
- Coventry City: Ron Atkinsont sportigazgatóvá léptették elő, a menedzseri munkát Gordon Strachan vette át.
- Everton: A márciusban lemondó Joe Royle-t ideiglenesen a 35 éves csapatkapitány, Dave Wattson váltotta. A szezon végén Howard Kendall ült le a kispadra.
- Leeds United: A szeptemberben kirúgott Howard Wilksonont George Graham váltotta.
- Newcastle United: Kevin Keegan 1997 januárjában távozott, Kenny Dalglish váltotta.
- Nottingham Forest: Frank Clark decemberben lemondott, helyét három hónapra Stuart Pearcevette át, majd Dave Bassett érkezett a klubhoz a Crystal Palace-tól.
- Southampton: Graeme Souness lemondott és a Stockport County menedzsere, Dave Jones érkezett a helyére.

## Végeredmény
| #  | Csapat              | Mérk. | Gy | D  | V  | RG | KG | GK  | Pont | Megjegyzés                           |
| -- | ------------------- | ----- | -- | -- | -- | -- | -- | --- | ---- | ------------------------------------ |
| 1  | Manchester United   | 38    | 21 | 12 | 5  | 76 | 44 | +32 | 75   | Bajnokok Ligája csoportkör           |
| 2  | Newcastle United    | 38    | 19 | 11 | 8  | 73 | 40 | +33 | 68   | Bajnokok Ligája második selejtezőkör |
| 3  | Arsenal             | 38    | 19 | 11 | 8  | 62 | 32 | +30 | 68   | UEFA-kupa                            |
| 4  | Liverpool           | 38    | 19 | 11 | 8  | 62 | 37 | +25 | 68   | UEFA-kupa                            |
| 5  | Aston Villa         | 38    | 17 | 10 | 11 | 47 | 34 | +13 | 61   | UEFA-kupa                            |
| 6  | Chelsea             | 38    | 16 | 11 | 11 | 58 | 55 | +3  | 59   | KEK                                  |
| 7  | Sheffield Wednesday | 38    | 14 | 15 | 9  | 50 | 51 | -1  | 57   |                                      |
| 8  | Wimbledon           | 38    | 15 | 11 | 12 | 49 | 46 | +3  | 56   |                                      |
| 9  | Leicester City      | 38    | 12 | 11 | 15 | 46 | 54 | -8  | 47   | UEFA-kupa                            |
| 10 | Tottenham Hotspur   | 38    | 13 | 7  | 18 | 44 | 51 | -7  | 46   |                                      |
| 11 | Leeds United        | 38    | 11 | 13 | 14 | 28 | 38 | -10 | 46   |                                      |
| 12 | Derby County        | 38    | 11 | 13 | 14 | 45 | 58 | -13 | 46   |                                      |
| 13 | Blackburn Rovers    | 38    | 9  | 15 | 14 | 42 | 43 | -1  | 42   |                                      |
| 14 | West Ham United     | 38    | 10 | 12 | 16 | 39 | 48 | -9  | 42   |                                      |
| 15 | Everton             | 38    | 10 | 12 | 16 | 44 | 57 | -13 | 42   |                                      |
| 16 | Southampton         | 38    | 10 | 11 | 17 | 50 | 56 | -6  | 41   |                                      |
| 17 | Coventry City       | 38    | 9  | 14 | 15 | 38 | 54 | -16 | 41   |                                      |
| 18 | Sunderland          | 38    | 10 | 10 | 18 | 35 | 53 | -18 | 40   | Kiesett a másodosztályba             |
| 19 | Middlesbrough       | 38    | 10 | 12 | 16 | 51 | 60 | -9  | 392  | Kiesett a másodosztályba             |
| 20 | Nottingham Forest   | 38    | 6  | 16 | 16 | 31 | 59 | -28 | 34   | Kiesett a másodosztályba             |

## Góllövőlista
| Név                  | Gól | Csapat            |
| -------------------- | --- | ----------------- |
| Alan Shearer         | 25  | Newcastle United  |
| Ian Wright           | 23  | Arsenal           |
| Robbie Fowler        | 18  | Liverpool         |
| Ole Gunnar Solskjaer | 18  | Manchester United |
| Dwight Yorke         | 17  | Aston Villa       |
| Les Ferdinand        | 16  | Newcastle United  |
| Fabrizio Ravanelli   | 16  | Middlesbrough     |
| Dion Dublin          | 13  | Coventry City     |
| Matt Le Tissier      | 13  | Southampton       |
| Dennis Bergkamp      | 12  | Arsenal           |
| Steve Claridge       | 12  | Leicester City    |
| Stan Collymore       | 12  | Liverpool         |
| Juninho Paulista     | 12  | Middlesbrough     |

## Fordítás
- Ez a szócikk részben vagy egészben  a(z)   1996–97 FA Premier League című angol Wikipédia-szócikk fordításán alapul.  Az eredeti cikk szerkesztőit annak laptörténete sorolja fel. Ez a jelzés csupán a megfogalmazás eredetét és a szerzői jogokat jelzi, nem szolgál a cikkben szereplő információk forrásmegjelöléseként.